# رود ارين
رود ارين (بالإنجليزية: Rod Warren)‏ هو كاتب سيناريو أمريكي، ولد في 1931، وتوفي في 22 أكتوبر 1984.

## وصلات خارجية
- رود ارين على موقع IMDb (الإنجليزية)
- رود ارين على موقع أول موفي (الإنجليزية)
- رود ارين على موقع قاعدة بيانات الفيلم (الإنجليزية)
- رود ارين على موقع كينوبويسك (الروسية)